# Monocrepidium vermiculatum
Monocrepidium vermiculatum är en svampdjursart som beskrevs av Topsent 1898. Monocrepidium vermiculatum ingår i släktet Monocrepidium och familjen Bubaridae. Inga underarter finns listade i Catalogue of Life.